# Perrancey-les-Vieux-Moulins
 Perrancey-les-Vieux-Moulins  es una población y comuna francesa, en la región de Champaña-Ardenas, departamento de Alto Marne, en el distrito de Langres y cantón de Langres.

## Demografía
| 220 | 259 | 268 | 255 | 287 | 262 |
| Para los censos de 1962 a 1999 la población legal corresponde a la población sin duplicidades (Fuente: INSEE [Consultar]) |     |     |     |     |     |